# Luowang Miaozu Xiang
Luowang Miaozu Xiang (kinesiska: 洛旺, 洛旺苗族乡) är en socken i Kina. Den ligger i provinsen Yunnan, i den sydvästra delen av landet, omkring 360 kilometer nordost om provinshuvudstaden Kunming.
Genomsnittlig årsnederbörd är 1 132 millimeter. Den regnigaste månaden är juli, med i genomsnitt 239 mm nederbörd, och den torraste är december, med 14 mm nederbörd.